# ريك روزنر
ريك روزنر (بالإنجليزية: Rick Rosner)‏ هو منتج تلفزيوني أمريكي، ولد في 1941 في الولايات المتحدة.

## وصلات خارجية
- ريك روزنر على موقع IMDb (الإنجليزية)
- ريك روزنر على موقع قاعدة بيانات الفيلم (الإنجليزية)